# Fallout: Brotherhood of Steel
Fallout: Brotherhood of Steel é um RPG eletrônico de ação desenvolvido e produzido pela Interplay para o Xbox e PlayStation 2. Lançado em 13 de janeiro de 2004, foi o quarto jogo a ser criado no universo Fallout, e o primeiro a ser feito para consoles. O jogo narra as aventuras de um iniciado na fictícia Brotherhood of Steel.